# Văn nghệ Quân đội
Văn nghệ Quân đội trực thuộc Tổng cục Chính trị, Bộ Quốc phòng Việt Nam thành lập ngày 01 tháng 1 năm 1957 là cơ quan tạp chí sáng tác văn học và bình luận văn học nghệ thuật của Quân đội nhân dân Việt Nam.

## Lịch sử hình thành
- Tiền thân của Tạp chí là những cuốn "Sinh hoạt văn nghệ" in trên giấy dó mỏng và ẩm, xuất bản không định kỳ trên chiến khu Việt Bắc những năm kháng chiến chống thực dân Pháp. "Sinh hoạt văn nghệ" vừa in những sáng tác của các nhà văn yêu nước Pháp, Liên Xô, Trung Quốc, vừa in những sáng tác mới của các cây bút trẻ trong quân đội; đồng thời in những tin văn nghệ, tin chiến sự trong lực lượng vũ trang phục vụ bộ đội và nhân dân trường kỳ kháng chiến.
- Tháng 1/1957, Tạp chí Văn nghệ Quân đội ra số đầu tiên và được xác định là tờ tạp chí sáng tác và bình luận văn nghệ của lực lượng vũ trang nhân dân Việt Nam; tuyên truyền đường lối văn hoá văn nghệ của Đảng trong lực lượng vũ trang và trong nhân dân; đăng tải các sáng tác, nghiên cứu phê bình văn học góp phần bồi dưỡng phẩm chất tâm hồn người chiến sĩ; phát hiện bồi dưỡng những tài năng văn nghệ trẻ, đặc biệt là tài năng trẻ trong quân đội.

## Lãnh đạo hiện nay
- Tổng biên tập: Nhà văn Nguyễn Bình Phương
- Phó Tổng biên tập: Nhà văn Phạm Duy Nghĩa
- Phó Tổng biên tập: Nhà văn Phùng Văn Khai

## Thành tích
- Những năm đầu, Tạp chí ra mỗi tháng một kỳ, phát hành rộng rãi trong toàn quốc và nhiều nước trên thế giới với số lượng lớn: 150-200.000 bản/kỳ. Trong những năm chiến tranh ác liệt nhất, Tạp chí vẫn có mặt ở hầu hết các chiến trường, cổ vũ, động viên kịp thời bộ đội và nhân dân ta anh dũng chiến đấu và giành chiến thắng.
- Qua 55 năm hoạt động, Tạp chí đã xuất bản hơn 700 số và phụ san với hàng triệu trang in, bao gồm 45.000 truyện ngắn, hàng vạn bài thơ, hàng nghìn bài phê bình. Các nhà văn công tác ở Tạp chí còn viết hàng trăm cuốn tiểu thuyết, hàng nghìn tập truyện ngắn, bút ký, thơ, trường ca và hàng chục tác phẩm lý luận phê bình văn học…
- Hiện nay, Tạp chí Văn nghệ Quân đội đã ra 2 số/ tháng với số lượng gần 30.000 bản/kỳ và ra đời Tạp chí Văn nghệ quân đội điện tử để đáp ứng nhu cầu thưởng thức văn học nghệ thuật của người lính thời văn minh tin học, mà vẫn giữ được định hướng chính trị, không sa vào xu hướng thương mại hóa tầm thường. Văn nghệ Quân đội điện tử (vannghequandoi.com.vn) ra đời được 3 năm nhưng đã có những kết quả đáng mừng, với gần 5 triệu lượt người truy cập.
- Huân chương Chiến công Hạng Nhất
- Danh hiệu Anh hùng Lực lượng Vũ trang Nhân dân

## Tổng Biên tập qua các thời kỳ
- 1956 - 1962. Văn Phác, Thiếu tướng (Chủ nhiệm Tạp chí)
- 1963 - 1974, Thanh Tịnh, Đại tá (Chủ nhiệm Tạp chí)
- 1975 - 1979, Vũ Cao, Đại tá

- 1982-1993, Dũng Hà, Thiếu tướng (1982)
- 1993 - 2007, Nguyễn Trí Huân, Đại tá
- 2007 - 2009, Nguyễn Bảo, Đại tá
- 2010 - 2014, Ngô Vĩnh Bình, Đại tá
- 2014 - nay, Nguyễn Bình Phương, Đại tá

## Phó Tổng Biên tập qua các thời kỳ
- Nguyễn Trọng Oánh (1980-1984)
- Hồ Phương (1981-1997), Thiếu tướng (1990)
- Lê Thành Nghị (? – 2008)
- Khuất Quang Thụy (?-2010)
- Nguyễn Đình Tú (2009-2016)
- Đỗ Bích Thuý (2007-2016)
- Phùng Văn Khai (2017-?)
- Phạm Duy Nghĩa (2014-?)